# Mira Furlan
Mira Furlan (Zágráb, 1955. szeptember 7. – 2021. január 20.) horvát énekesnő és színésznő. Legismertebb szerepe a Babylon 5 Sci-fi-sorozat Delenn, Minbar bolygó nagykövetasszonya, de a Lost – Eltűntek filmsorozatban is fontos szerepet vállalt.

## Életpályája
Mira Furlan 1955. szeptember 7-én született Zágrábban, amely akkor még Jugoszláviához tartozott. Szülei jó hírű egyetemi tanárok voltak a horvát fővárosban, nem sok minden utalt tehát arra, hogy lányuk a színház iránt mutat érdeklődést, amikor a pályaválasztásra kerül sor.
A fiatal színésznő a Horvát Nemzeti Színtársulat tagja volt, több jugoszláv produkcióban is feltűnt, kétszer "Arany Aréna" díjat kapott a legjobb színésznő kategóriában. Az egyik legsikeresebb filmje A papa szolgálati útra ment (angol címén: When Father Was Away on Business, 1985) volt, amit Cannesban Arany Pálma díjjal jutalmaztak. Filmes pályafutása kezdetén a horvát művésznő nem csak színészi tehetségét, hanem káprázatos énekhangját is megcsillogtatta a különböző musicalekben. Sőt, egy rövid ideig a Le Cinema zenekar tagja volt.
1991-ben Furlan és családja csatlakozott azokhoz, akik a délszláv háború elől elmenekültek. A színésznő és férje az Amerikai Egyesült Államokban telepedett le, ahol új életet kezdtek. Mira Furlan folytatta karrierjét, és 1993-ban megkapta élete első amerikai filmszerepét, a Babylon 5 című science-fiction sorozatban.
A tudományos-fantasztikus produkció szép sikereket ért el Amerikában, és Furlan annak ellenére lett népszerű, hogy arcát a maszkmesterek átalakították, hogy hitelesen meg tudja formálni Delenn nagykövet szerepét. A Babylon 5 című produkciót számos más sorozat követte. A horvát színésznő például a Pókember kalandjait feldolgozó animációs filmekhez kölcsönözte a hangját. Mindemellett Furlan szakított időt az űrállomás újabb fejezeteit bemutató évadokra is.
2002-ben Furlan visszatért hazájába, Horvátországba, de a tengerentúli karrierje sem szakadt meg. A Lost című sikeres filmsorozat újabb lehetőségeket kínált, hogy a délszláv színésznő ismét megcsillogtassa tehetségét. Ez alkalommal azonban Furlan csak Danielle Rousseau epizódszerepét vállalta, aki évek óta a sziget rabja.
A színművész-énekesnő később újságírással is foglalkozott. Hazája lapjában, a Feral Tribune-ben több alkalommal megjelentek írásai. Beszélt szerbhorvátul, angolul, franciául, társalgási szinten németül, felületesen olaszul, és ért valamennyire oroszul. Férjével, Goran Gajiccsal és egy gyermekével Amerikában tartózkodott, de mindig szakított rá időt, hogy meglátogassa otthonát, Horvátországot meg Szerbiát.
Mira Furlan az Átjáró Fesztivál vendégeként Magyarországra is ellátogatott.

## Filmjei
- Az újságíró (1979)
- Velo misto (1980–1981)
- Smogovci (1982–1989)
- A küklopsz (1983)
- A papa szolgálati útra ment (1985)
- A boldogsághoz három ember kell (1985)
- A bűn szépsége (1986)
- Az aranyalma (1986)
- Putovanje u Vucjak (1986–1987)
- Vuk Karadzic (1987–1988)
- Féltestvérek (1988)
- A luxusbunker (1989)
- Bolji zivot (1990–1991)
- Babylon 5 (1993–1998)
- Az első szerelem (1995)
- Pókember (1997)
- Babylon 5: Egy új korszak kezdete (1998)
- Babylon 5: Baljós lelet (1998)
- Zürichi páncélterem (2001)
- Sheena, a dzsungel királynője (2001)
- Lost – Eltűntek (2004–2010)
- A turné (2008)
- NCIS – Tengerészeti helyszínelők (2009)
- Cirkusz Kolumbia (2010)
- Esküdt ellenségek: Los Angeles (2010)
- Világra jőve (2012)
- Egy csipetnyi bűvölet (2016–2017)
- Hiba (2017)
- Felséges karácsony (2017)